# Alair de Souza Camargo Júnior
Alair de Souza Camargo Júnior (nacido el 27 de enero de 1982) es un futbolista brasileño que se desempeña como defensa.
Jugó para clubes como el Shimizu S-Pulse, Ventforet Kofu, Birmingham City, Chapecoense, Ehime FC y Kyoto Sanga FC.

## Trayectoria

### Clubes
| Club            | País       | Año         |
| --------------- | ---------- | ----------- |
| Shimizu S-Pulse | Japón      | 2001 - 2002 |
| Ventforet Kofu  | Japón      | 2002 - 2006 |
| Veranópolis     | Brasil     | 2007        |
| Birmingham City | Inglaterra | 2008        |
| Chapecoense     | Brasil     | 2008        |
| Ehime FC        | Japón      | 2009 - 2010 |
| Kyoto Sanga FC  | Japón      | 2011        |
| Ehime FC        | Japón      | 2012 - 2013 |